# Lethasterias australis
Lethasterias australis är en sjöstjärneart som beskrevs av Fisher 1923. Lethasterias australis ingår i släktet Lethasterias och familjen trollsjöstjärnor. Inga underarter finns listade i Catalogue of Life.